# Néramező
 Néramező (románul:  Câmpia, németül Langenfeld, szerbül Lugovet) egy falu Romániában, a Bánságban, Krassó-Szörény megyében. Az első világháborúig Krassó-Szörény vármegye, Újmoldovai járásához tartozott.

## Nevének változásai
1840-ben, 1873-1900-ig Langenfeld, 1920-ban Langofăt.

## Népessége
- 1900-ban 1416 lakosából 909 volt szerb, 486 román, 9 német és 2 magyar anyanyelvű; 1397 ortodox és 19 római katolikus vallású.
- 1992-ben 690 lakosából 409 volt szerb, 254 román, 14 cigány, 7 magyar, 3 ukrán, 2 cseh és 1 német nemzetiségű, 626 ortodox, 52 baptista, 6 görögkatolikus és 1 pünkösdista vallású.